# Висленско-Одерска операция
Висло-Одерската операция е успешна операция на Червената армия, проведена през януари 1945 г. на Източния фронт от Втората световна война. В хода ѝ са превзети Краков, Варшава и частично - и Познан.
Червената армия е натрупала сили около ред ключови мостове, с два фронта, командвани от маршалите Георгий Жуков и Иван Конев. Срещу тях е изправена немската група армии „А“, водена от генерал Йозеф Харпе (по-късно заменен от генерал Фердинанд Шьорнер), която е превъзхождана числено в съотношение 5:1. След няколко дни немското командване евакуира концентрационните лагери, изпращайки затворниците на смъртоносни маршове на запад, където етническите германци също побягват. За малко повече от две седмици Червената армия напредва с повече от 480 km от река Висла до река Одра, само на 70 km от Берлин, който по това време още не е защитаван. Въпреки това, Жуков нарежда преустановяване на настъплението, поради продължителна немска съпротива от северния фланг (Померания) и походът към Берлин е отложен за април.

## Контекст
След успешната операция „Багратион“ Първи беларуски фронт успява да подсигури две предмостия на запад от Висла между 27 юли и 4 август 1944 г. Съветските сили остават неактивни по време на провалилото се Варшавско въстание, което започва на 1 август, макар фронтовите им линии съвсем да не са далеч от бунтовниците. Първи украински фронт завзема допълнително предмостие при Сандомеж на около 200 km южно от Варшава по време на Лвовско-Сандомежката операция.
Преди офанзивата Червената армия натрупва голямо количество военен материал и човешка сила пред трите моста. Тя многократно превъзхожда числено пехотата, артилерията и бронята на Вермахта. Тези факти са добре известни на немското разузнаване. Генерал Райнхард Гелен, глава на Чуждестранни армии Изток, предава оценката си на Хайнц Гудериан. Гудериан от своя страна предава резултатите от разузнаване на Адолф Хитлер, който отказва да им повярва, отхвърляйки привидната съветска мощ като „най-голямата измама след Чингис хан“. Гудериан предлага да се евакуират дивизиите на група армии „Север“, хванати в капан в Курландия, към Райха през Балтийско море, за да се набави необходимия човешки ресурс за защитата, но Хитлер му забранява. Освен това, Хитлер нарежда една от големите операционни резерви, войските на 6-а СС танкова армия на Зеп Дитрих, да се преместят към Унгария в подкрепа на операция „Пролетно събуждане“.
Нападението е изнесено по-рано от 20 януари на 12 януари, защото метеорологичните доклади предупреждават за топене на снеговете по-късно през месеца, а на танковете е нужна твърда земя за офанзивата. Не е проведено в подкрепа на американските и британските сили в Арденската офанзива, както Сталин по-късно заявява в Ялта.

## Нападението
Операцията започва при моста Баранов в 4:35 часа сутринта на 12 януари с интензивна бомбардировка на оръдията от 1-ви украински фронт срещу позициите на 4-та танкова армия. Концентриран срещу дивизиите на 48-и танков корпус, артилерийският обстрел де факто унищожава способността му за отговор.
Първоначалният бараж е последван от проучвателни атаки и по-нататъшна тежка бомбардировка в 10:00 ч. Докато основната бронирана сила на 3-та гвардейска и 4-та танкова армии тръгнат напред 4 часа по-късно, немската 4-та танкова армия вече е загубила до 2/3 от артилерията си и 1/4 от войските си.
Съветските единици жънат бърз прогрес, напредвайки, за да отрежат защитниците при Келце. Бронираните резерви на немската 4-та танкова армия, 24-ти танков корпус, са ангажирани, но претърпяват тежки щети, докато пристигнат в Келце и вече биват атакувани по фланга. Немският 48-и танков корпус, намиращ се на южния фланг на 4-та танкова армия, вече е напълно унищожен, заедно с по-голямата част от 42-ри корпус на север. До 14 януари 1-ви украински фронт пробива отвъд река Нида и започва да настъпва към Радомско и Варта. Последното здраво формирование на немската 4-та танкова армия, 24-ти танков корпус, удържа фронта около Келце до нощта на 16 януари, преди командирът му да предприеме отстъпление.
Първи беларуски фронт започва нападението си срещу немската 9-а армия от мостовете при Магнушев и Пулави в 8:30 часа сутринта, отново започвайки тежка бомбардировка. 33-та и 69-а армии навлизат от Пулави 30 km навътре, докато 5-а ударна и 8-а гвардейска армии тръгват от Магнушев. 2-ра и 1-ва гвардейски танкови армии потеглят след тях, за да се възползват от пробива. 69-а армия от Пулави търпи особен успех, тъй като немския 56-и танков корпус се разпада, след като линиите му за отстъпление са прекъснати. Макар 9-а армия да провежда много местни контраатаки, всичките те биват отблъснати. 69-а армия пробива последните отбранителни линии и превзема Радом, докато 2-ра гвардейска танкова армия се придвижва към Сохачев, а на 1-ва гвардейска танкова армия е наредено да подсигури мостовете при река Пилица и да продължи към Лодз. Междувременно 47-а армия пресича Висла и тръгва към Висла от север, докато 61-ва и 1-ва полски армии обграждат града от юг.
Единственият голям отпор на немците идва на 15 януари, когато Хитлер (противно на съветите на Гудериан) нарежда на Танков корпус „Велика Германия“ на Дитрих фон Заукен от Източна Прусия да покрие пробива, направен в сектора на немската 4-та танкова армия, но напредването на войските на Жуков го принуждава да слезе в Лодз, без дори да достигне целта си. След като прикрива отстъплението на 9-а армия, той е принуден да се изтегли на югозапад към Варта.

### Превземане на Краков и бягство на 24-ти танков корпус
На 17 януари на Конев е дадена нова цел: да настъпи към Бреслау, използвайки механизирани войски, и да използва комбинираните сили на 60-а и 59-а армии, за да започне нападение по южния фланг към промишленото сърце на Горна Силезия през Краков. Краков е подсигурен без щети на 19 януари след обграждане от 59-а и 60-а армии заедно с 4-ти гвардейски танков корпус, което кара немските защитници бързо да се изтеглят.
Вторият етап на целта на 1-ви украински фронт е по-сложен, тъй като е нужно той да обгради и подсигури целия промишлен регион на Горна Силезия, където са изправени срещу немската 17-а армия. Конев нарежда 59-а и 60-а армии на напреднат фронтално, докато 21-ва армия обгражда областта от север. След това нарежда на 3-та гвардейска танкова армия, придвижваща се към Бреслау, да се отклони на юг по течението на Одра от 20 януари, като така се отцепва изтеглянето на 17-а армия.
През това време разбитите остатъци от немската 4-та танкова армия все още се опитват да достигнат немските линии. До 18 януари 24-ти танков корпус осъзнава, че техният планиран маршрут на север е блокиран и затова се изтегля на запад, приемайки останките от 42-ри корпус, които са избягали обграждането. Голяма част от остатъците от 42-ри корпус са унищожени, след като са хванати в капан около Пшисуха. Прикрити от гъста мъгла, водещите елементи на 24 танков корпус достига Варта на 22 януари и, след като установяват контакт с Танков корпус „Велика Германия“, накрая успяват да преминат Одра, на около 350 km от позициите си в началото на съветската офанзива.

### Изтегляне на 17-а армия от Горна Силезия
На 25 януари Фридрих Шулц пожелава да изтегли стохилядната си войска от развиващата се важна точка при Катовице. Искането му е отхвърлено и той отново го поставя на следващия ден. Шьорнер накрая позволява на Шулц да изтегли войските си през нощта на 27 януари, докато Конев завзема района необезпокоявано.
На северния фланг на Конев, 4-та танкова армия води настъпление към Одра, където подсигурява моста при Шчинава. Войските на 5-а гвардейска армия завземат втори мост при
Олава.

### Настъпление на 1-ви беларуски фронт
В северния сектор на операцията 1-ви беларуски фронт на Жуков също жъне бърз прогрес, докато 9-а армия вече не успява да се съпротивлява. Нейният 36-и танков корпус, позициониран зад Варшава, е изтласкан отвъд Висла в съседния сектор на 2-ра армия. Варшава е превзета на 17 януари, когато щаб-квартирата на група армии „А“ издава заповед градът да бъде изоставен. Отряди на 2-ра гвардейска и 3-та ударна армии, навлизащи в града, са силно афектирани от унищожението, предизвикано от немските сили след Варшавското въстание. Хитлер, от друга страна, е бесен покрай изоставянето на крепостта, арестувайки полковник Богислав фон Бонин, глава на операционния отдел на ГКВ, и уволнявайки командирите на 9-а армия и 36-и танков корпус, генералите Смило фон Лютвиц и Валтер Фрис.
2-ра гвардейска танкова армия настъпва напред към Одра, докато от юг 8-а гвардейска армия достига Лодз на 18 януари и го превзема на следващия ден. 1-ва гвардейска танкова армия се придвижва за обграждане на Познан на 25 януари, а 8-а гвардейска армия започва да се проправя път из града на следващия ден, след което се води дълъг и интензивен бой, пред градът да падне.
Североизточно от 1-ви беларуски фронт, главните елементи на 2-ри беларуски фронт на Константин Рокосовски, участвали в Източнопруската операция, достигат балтийския бряг при делтата на Висла на 24 януари и така успяват да изолират група армии „Център“ в Източна Прусия. На 27 януари е завзета Вълчата бърлога, бившата щаб-квартира на Хитлер на Източния фронт.

### Настъпление на Жуков към Одра
След като обгражда Познан, 1-ва гвардейска танкова армия напредва навътре в укрепения регион около река Обра срещу спорадична съпротива от различни отряди на Вермахта и Фолксщурм. Все пак, тя среща по-тежка съпротива при подходите към крепостта Костшин над Одрон
Немската реорганизация на командната структура, която води до образуването на група армии „Висла“, е придружена от отпускането на няколко допълнителни формирования за отбрана. 5-и СС планински корпус с две резервни пехотни дивизии е разположен при Обра и довоенното гранично формирование Тиерщигел Ригел, докато на Танкова дивизия Курмарк е наредено да я подкрепя.
На 16 януари полковник Богислав фон Бонин дава разрешение на група армии „А“ да се изтегли от Варшава, не подчинявайки се на пряка заповед на Хитлер за съпротива. Три дни по-късно Бонин е арестуван от Гестапо и затворен първо във Флосенбюрг, а по-късно в Дахау. В края на краищата полковникът е освободен от американската войска през май 1945 г., докато бива транспортиран от немците към Южен Тирол.
На 25 януари Хитлер преименува три групи армии. група армии „Север“ стават група армии Курландия, група армии „Център“ стават група армии „Север“, а група армии „А“ стават група армии „Център“.
2-ра гвардейска танкова армия и 5-а ударна армия достигат Одра почти без съпротива. Отряд на 5-а ударна армия пресича заледената река и завзема град Лечин на 31 януари.
Ставка обявява операцията за завършена на 2 февруари. Жуков първоначално се надява за пряко настъпление към Берлин, докато немската защита съвсем пропада. Все пак, оголеният северен фланг на 1-ви беларуски фронт в Померания, заедно с немската контраатака (операция „Слънцестоене“) срещу пробивът ѝ, убеждава съветското командване, че е особено важно да се изчистят немските войски от Померания в Източнопомеранска операция, преди настъплението към Берлин да продължи.

## Освобождаване на нацистките концлагери
Към средата на януари СС и Ордунгсполицай започват да принуждават хиляди концлагеристи от Полша, Източна Прусия, Силезия и Померания да вървят на запад, далеч от Червената армия. Смъртоносните маршове, които покриват стотици километри при минусови градуси без храна и лекарства, водят до смъртта на хиляди концлагеристи по пътя. Направена е оценка, че през март и април 1945 г. поне 250 000 мъже и жени са марширували пеша към сърцето на Германия и Австрия в продължение на седмици.
На 27 януари войници от 1-ви украински фронт на Конев освобождават концлагера Аушвиц. Въпреки усилията на отстъпващите СС да унищожат части от лагера, съветските сили намират веществени доказателства за Холокоста.

## Резултат
Висло-Одерската операция се оказва голям успех за съветските военни. В рамките на няколко дни въвлечените сили напредват със стотици километри, завземайки голяма част от Полша и навлизайки отвъд довоенните граници на Райха. Офанзивата прекършва гръбнака на група армии „А“ и голяма част от останалия капацитет на Германия за военна съпротива. Все пак, упоритото противопоставяне на немските сили в Силезия и Померания, както и продължителните боеве в Източна Прусия, означават, че последното настъпление към Берлин трябва да бъде отложено с два месеца – време, през което Вермахта успява отново да си набави значителна сила.